# Ansan (Gers)
Ansan é uma comuna francesa na região administrativa de Occitânia, no departamento de Gers. Estende-se por uma área de 7,76 km². Em 2010 a comuna tinha 83 habitantes (densidade: 10,7 hab./km²).